# ランスティングクロノベリ
ランスティングクロノベリ (Landstinget Kronoberg) はクロノベリ県の公衆衛生と医療、福祉、教育等を主に担当するランスティングである。ランスティング議会(landstingsfullmäktige)の定数は45名。会派は中央の議会に議席を持っている8政党で構成されている。第一党はスウェーデン社会民主労働党で、全議席中15議席を占める。
ランスティングクロノベリは同県ヴェクショー空港の共同出資者でもある。